# Adolphe Bezanson
Pour les articles homonymes, voir Bezanson.
Adolphe Bezanson est un homme politique français né le 25 mars 1804 à Rethel (Ardennes) et mort le 28 avril 1860 à Poissy (Yvelines).

## Biographie
Notaire à Poissy, il est conseiller d'arrondissement de Versailles, qu'il préside en 1845. Il est aussi suppléant du juge de paix. Il est député de Seine-et-Oise de 1848 à 1849, siégeant à droite.
Il est enterré au cimetière de la Tournelle à Poissy. Par erreur, sa tombe indique qu'il est décédé le 27 avril 1860.

## Sources
- « Adolphe Bezanson », dans Adolphe Robert et Gaston Cougny, Dictionnaire des parlementaires français, Edgar Bourloton, 1889-1891 [détail de l’édition]